# Dza (Arabische letter)

Dza in geïsoleerde vorm

Dza, ظاء, is de 17e letter van het Arabisch alfabet. Aan de dza kent men de getalswaarde 900 toe.

## Ontstaan
In tegenstelling tot de meeste andere Arabische letters is de dza niet direct uit een letter van het Fenicische alfabet ontstaan. In de begintijd van de Arabische taal ontbraken de diakritische punten nog en schreef men de dza op dezelfde wijze als de letter tah. Om de twee letters te kunnen onderscheiden heeft men later aan de dza een punt toegevoegd, die de tah niet heeft.

## Uitspraak
De dza behoort tot de vier emfatische medeklinkers in het Arabisch en kent geen equivalent in het Nederlands. De plaats van vorming is dezelfde als bij de stemhebbende "dh"-klank (zoals het Engelse "this"). In enkele Arabische dialecten wordt deze letter uitgesproken als de "Dad" of "z"-klank "zai". Men spant het spraakapparaat echter licht aan en buigt het achterste deel van de tong tegen het verhemelte.
De dza is een zonneletter, dat wil zeggen dat hij een voorafgaand bepaald lidwoord "al" assimileert. Voorbeeld "de middag" - الظهر : uitspraak niet "al-dzur" maar "adz-dzur".

## Dza in Unicode
| Unicode Codepoint | U+0638            |
| Unicode-Name      | ARABIC LETTER ZAH |
| HTML              | &#1592;           |
| ISO 8859-6        | 0xd8              |

Basisalfabet: ا (alif) · 
ب (ba) · 
ت (ta) · 
ث (tha) · 
ج (jim) ·
ح (ḥa) ·
خ (kha) ·
د (dal) ·
ذ (dhal) ·
ر (ra) ·
ز (zai) ·
س (sin) ·
ش (sjin) ·
ص (ṣad) ·
ض (ḍad) ·
ط (ṭah) ·
ظ (ẓa) ·
ع (ain) ·
غ (gain) ·
ف (fa) ·
ق (qaf) ·
ك (kaf) ·
ل (lam) ·
م (mim) ·
ن (nun) ·
ه (ha) ·
و (waw) ·
ي (ya)
Aanvullende tekens: ء (hamza) ·
آ (alif madda) ·
ة (tāʾ marbūṭa) ·
ى (alif maqṣūra) ·
لا (lām-alif)
Klinkertekens: fatḥa ·
kasra ·
ḍamma ·
shadda ·
sukūn ·
waṣla